# Action (película)
Action es una película italiana estrenada en 1981, dirigida por Tinto Brass y protagonizada por Luc Merenda y Alberto Sorrentino. La película estilísticamente guarda similitudes con producciones vanguardistas del director como The Howl y Nerosubianco.

## Sinopsis
Bruno Martel (Luc Merenda) es un actor que a menudo se pelea con los directores. Conoce a Doris (Susanna Javicoli), una actriz que está obsesionada con Ofelia, pero no puede obtener ningún papel de Shakespeare. Un día, durante un ataque de nervios, Bruno "rescata" a Doris del set y se va del pueblo con ella. Se encuentran con un antiguo anarquista (Alberto Sorrentino) que se cree que es Giuseppe Garibaldi y los tres terminan encerrados en un asilo mental donde Doris se suicida. Bruno y "Garibaldi" escapan y se refugian en la incómoda gasolinera de Florencia (Adriana Asti) y su esposo inválido Joe (Alberto Lupo).

## Reparto
- Luc Merenda: Bruno Martel
- Alberto Sorrentino: "Garibaldi"
- Susanna Javicoli: Doris
- Adriana Asti: Florence
- Alberto Lupo: Joe
- Paola Senatore: Ann Shimpton
- John Steiner: mánager
- Franco Fabrizi: productor
- Tinto Brass: director (cameo)